# Belgrade Banjaluka 2020
De 14e editie van de wielerwedstrijd  Belgrade Banjaluka vond in 2020 plaats van 4 tot en met 7 september. De start was in Belgrado en de finish was in Banja Luka. De ronde is onderdeel van de UCI Europe Tour in de categorie 2.1. De Pool Jakub Kaczmarek won het algemeen klassement.

## Deelname
Er namen acht continentale teams, drie nationale selecties en één UCI ProTeam deel.
| UCI ProTeam            | Continentaal | Nationale selectie                     |
| ---------------------- | --- | -------------------------------------- |
| Caja Rural-Seguros RGA | Cambodia Cycling Academy Dukla Banská Bystrica Equipo Kern Pharma Maloja Pushbikers Mazowsze Serce Polski SSOIS Miogee Cycling Team Vino-Astana Motors Voster ATS Team | Bulgarije Servië Bosnië en Herzegovina |

## Etappe-overzicht
| Etappe | Datum       | Start     | Finish     | Type       | Afstand  | Winnaar               | Klassementsleider |
| ------ | ----------- | --------- | ---------- | ---------- | -------- | --------------------- | ----------------- |
| 1      | 4 september | Belgrado  | Bijeljina  | Vlakke rit | 134 km   | Xavier Cañellas       | Xavier Cañellas   |
| 2      | 5 september | Bijeljina | Vlasenica  | Heuvelrit  | 181 km   | Jakub Kaczmarek       | Jakub Kaczmarek   |
| 3      | 6 september | Teslić    | Prnjavor   | Vlakke rit | 122 km   | Enrique Sanz          | Jakub Kaczmarek   |
| 4      | 7 september | Derventa  | Banja Luka | Vlakke rit | 158,3 km | Sylwester Janiszewski | Jakub Kaczmarek   |

## Etappe uitslagen

### Eerste etappe
| Belgrado – Bijeljina (134 km) |                    |                           |          |
| Plaats                        | Naam               | Ploeg                     | Tijd     |
| 1                             | Xavier Cañellas    | Caja Rural-Seguros RGA    | 3u00'51" |
| 2                             | Jakub Kaczmarek    | Mazowsze Serce Polski     | z.t.     |
| 3                             | Jakub Murias       | Voster ATS Team           | z.t.     |
| 4                             | Jeroen Meijers     | SSOIS Miogee Cycling Team | z.t.     |
| 5                             | Oleksandr Polivoda | SSOIS Miogee Cycling Team | z.t.     |
| 6                             | Emanuel Piaskowy   | Mazowsze Serce Polski     | z.t.     |
| 7                             | Jaime Castrillo    | Equipo Kern Pharma        | z.t.     |
| 8                             | Martí Márquez      | Equipo Kern Pharma        | z.t.     |
| 9                             | Corey Davis        | Maloja Pushbikers         | z.t.     |
| 10                            | Marek Čanecký      | Dukla Banská Bystrica     | z.t.     |

### Tweede etappe
| Bijeljina – Vlasenica (181 km) |                  |                           |          |
| Plaats                         | Naam             | Ploeg                     | Tijd     |
| 1                              | Jakub Kaczmarek  | Mazowsze Serce Polski     | 4u25'44" |
| 2                              | Fabricio Ferrari | SSOIS Miogee Cycling Team | + 4”     |
| 3                              | Martí Márquez    | Equipo Kern Pharma        | + 6”     |
| 4                              | Daniil Pronskiy  | Vino-Astana Motors        | + 9”     |
| 5                              | Roger Adrià      | Equipo Kern Pharma        | + 14”    |
| 6                              | Marek Rutkiewicz | Mazowsze Serce Polski     | z.t.     |
| 7                              | Urko Berrade     | Equipo Kern Pharma        | z.t.     |
| 8                              | Emanuel Piaskowy | Mazowsze Serce Polski     | z.t.     |
| 9                              | Jaime Castrillo  | Equipo Kern Pharma        | z.t.     |
| 10                             | Matvey Nikitin   | Vino-Astana Motors        | z.t.     |

### Derde etappe
| Teslić – Prnjavor (122 km) |                       |                          |          |
| Plaats                     | Naam                  | Ploeg                    | Tijd     |
| 1                          | Enrique Sanz          | Equipo Kern Pharma       | 2u38'22" |
| 2                          | Orluis Aular          | Caja Rural-Seguros RGA   | z.t.     |
| 3                          | Roman Majkin          | Cambodia Cycling Academy | z.t.     |
| 4                          | Sylwester Janiszewski | Voster ATS Team          | z.t.     |
| 5                          | Patryk Stosz          | Voster ATS Team          | z.t.     |
| 6                          | Dušan Kalaba          | Servië                   | z.t.     |
| 7                          | Corey Davis           | Maloja Pushbikers        | z.t.     |
| 8                          | Martin Gluth          | Maloja Pushbikers        | z.t.     |
| 9                          | Yannik Achterberg     | Maloja Pushbikers        | z.t.     |
| 10                         | Marek Čanecký         | Dukla Banská Bystrica    | z.t.     |

### Vierde etappe
| Derventa – Banja Luka (158,3 km) |                       |                           |          |
| Plaats                           | Naam                  | Ploeg                     | Tijd     |
| 1                                | Sylwester Janiszewski | Voster ATS Team           | 3u32'16" |
| 2                                | Chleb Brussenskiy     | Vino-Astana Motors        | z.t.     |
| 3                                | Enrique Sanz          | Equipo Kern Pharma        | z.t.     |
| 4                                | Orluis Aular          | Caja Rural-Seguros RGA    | z.t.     |
| 5                                | Dušan Kalaba          | Servië                    | z.t.     |
| 6                                | Đorđe Đurić           | Servië                    | z.t.     |
| 7                                | Adrian Banaszek       | Mazowsze Serce Polski     | z.t.     |
| 8                                | Tim Wollenberg        | Maloja Pushbikers         | z.t.     |
| 9                                | André Looij           | SSOIS Miogee Cycling Team | z.t.     |
| 10                               | Juraj Bellan          | Dukla Banská Bystrica     | z.t.     |

## Eindklassementen

### Algemeen klassement
| Plaats    | Naam             | Ploeg                  | Tijd      |
| --------- | ---------------- | ---------------------- | --------- |
| Gele trui | Jakub Kaczmarek  | Mazowsze Serce Polski  | 13u36'57" |
| 2         | Martí Márquez    | Equipo Kern Pharma     | + 18"     |
| 3         | Daniil Pronskiy  | Vino-Astana Motors     | + 25"     |
| 4         | Emanuel Piaskowy | Mazowsze Serce Polski  | + 30"     |
| 5         | Marek Rutkiewicz | Mazowsze Serce Polski  | z.t.      |
| 6         | Jaime Castrillo  | Equipo Kern Pharma     | z.t.      |
| 7         | Marek Čanecký    | Dukla Banská Bystrica  | + 43"     |
| 8         | Xavier Cañellas  | Caja Rural-Seguros RGA | + 59"     |
| 9         | Corey Davis      | Maloja Pushbikers      | + 1’19"   |
| 10        | Oier Lazkano     | Caja Rural-Seguros RGA | z.t.      |

### Bergklassement
| Plaats    | Naam            | Ploeg              | Punten |
| --------- | --------------- | ------------------ | ------ |
| Rode trui | Mika Heming     | Maloja Pushbikers  | 9      |
| 2         | Dušan Kalaba    | Servië             | 8      |
| 3         | Daniil Pronskiy | Vino-Astana Motors | 5      |

### Ploegenklassement
| Plaats | Ploeg                 | Tijd      |
| ------ | --------------------- | --------- |
|        | Mazowsze Serce Polski | 40u52'07" |
| 2      | Equipo Kern Pharma    | + 2'31"   |
| 3      | Vino-Astana Motors    | + 3'34"   |

### Jongerenklassement
| Plaats     | Naam            | Ploeg                  | Tijd      |
| ---------- | --------------- | ---------------------- | --------- |
| Witte trui | Daniil Pronskiy | Vino-Astana Motors     | 13u37'22" |
| 2          | Oier Lazkano    | Caja Rural-Seguros RGA | + 54"     |
| 3          | Jakub Murias    | Voster ATS Team        | + 1'02"   |

## Klassementenverloop
| Etappe       | Winnaar               | Algemeen klassement · | Bergklassement  | Ploegenklassement     | Jongerenklassement |
| ------------ | --------------------- | --------------------- | --------------- | --------------------- | ------------------ |
| 1            | Xavier Cañellas       | Xavier Cañellas       | Daniil Pronskiy | Mazowsze Serce Polski | Jakub Murias       |
| 2            | Jakub Kaczmarek       | Jakub Kaczmarek       | Daniil Pronskiy | Mazowsze Serce Polski | Daniil Pronskiy    |
| 3            | Enrique Sanz          | Jakub Kaczmarek       | Mika Heming     | Mazowsze Serce Polski | Daniil Pronskiy    |
| 4            | Sylwester Janiszewski | Jakub Kaczmarek       | Mika Heming     | Mazowsze Serce Polski | Daniil Pronskiy    |
| 0Eindstanden | 0Eindstanden          | Jakub Kaczmarek       | Mika Heming     | Mazowsze Serce Polski | Daniil Pronskiy    |